# 活字中毒
活字中毒（かつじちゅうどく）とは、活字（文章）に過度に執着を見せることを意味する侮蔑語。また、そのような執着を持つ人物は活字中毒者という。内容ではなく“書籍”という物体を愛する「ビブロフィリア」（愛書家、書物崇拝狂）とは区別される。

## 椎名誠の作品の用例
椎名誠の初期の作品で、登場人物を紹介する表現として頻繁に使用されており、『もだえ苦しむ活字中毒者地獄の味噌蔵』の中では、医学論文のように「連続性視覚刺激過多抑制欠乏症」とも表現されている。